# Diario de Sevilla (1826-1831)
El Diario de Sevilla fue un periódico publicado en Sevilla entre 1826 y 1831, durante la Década Ominosa.

## Historia
El periódico, que usó el lema en latín «Terra dabit merces daque divitias» era editado en Sevilla, siendo impreso en la imprenta de María del Carmen Padrino.
Su primer número apareció el 1 de diciembre de 1826 y cesó en 1831, siendo el último que le consta a Manuel Chaves el 1.535, correspondiente al 7 de febrero. Salía todos los días, en ejemplares de cuatro páginas en 4.º, papel de hilo y regular impresión. Ofrecía suplementos.
Incluía Santo del día, jubileo, efemérides, orden de la plaza, barco de vapor, gobierno, noticias del reino y extranjeras, reales órdenes, ventas, espectáculos, curiosidades, poesías y anuncios, entre otras secciones. Chaves describe su contenido como de aburrida lectura y escaso mérito, aunque ofrecería algún interés para el erudito y el curioso.